# Lista de instituições de ensino superior do Brasil
Esta é uma lista de instituições de ensino superior do Brasil.

## Tipos
Tipos de instituição quanto à sua administração
- Instituições Públicas (ou Estatais): são mantidas por alguma esfera do Poder Público. Podem ser:
  - Civis: mantidas pelo União (Federal), por uma Unidade Federativa (Estadual) ou por um Município (Municipal).
  - Militares: mantidas pelas Forças Armadas (Exército, Marinha, Aeronáutica) ou por corporações militares, como as polícias militares.
- Instituições Privadas: são mantidas por Instituições que não são vinculadas ao Poder Público. Podem ser:
  - Comunitárias e/ou Filantrópicas: também chamadas de Beneficentes, são mantidas por entidades sem fins lucrativos, sendo que uma Instituição Comunitária é aquela em que há em seu corpo diretivo pessoas a fim de defender os interesses da comunidade onde ela atua e Instituição Filantrópica é aquela que desempenha atividades, paralelas ou em conjunto com o Estado, sem ser remuneradas, podendo ser Laicas (sem vínculo religioso) ou Confessionais (mantidas por instituições religiosas).
  - Particulares em Sentido Estrito: instituídas e mantidas por uma ou mais pessoas físicas e/ou jurídicas de direito privado, constituem-se em entidades de caráter comercial, sendo esta apenas sua missão maior, não sendo obrigadas a fazer atividades de cunho beneficente, embora, se quiserem, possam lhes desempenhar.

Tipos de instituição quanto à sua natureza
Esta é a atual classificação adotada pelo Ministério da Educação.
- Universidades são instituições cujas atividades-fim são o ensino, a pesquisa e a extensão em todas as áreas do conhecimento humano.
- Centros universitários são instituições de ensino em todas as áreas do conhecimento humano, não sendo obrigadas a desenvolver pesquisas.
- Institutos são instituições de ensino, pesquisa e extensão [1] que não cobrem todas as áreas do conhecimento humano.
- Faculdades Integradas são instituições de ensino com propostas curriculares em mais de uma área do conhecimento, organizadas sob o mesmo comando e regimento comum, não sendo obrigadas a desenvolver pesquisas.
- Faculdades são instituições de ensino que não cobrem todas as áreas do conhecimento humano e não são obrigadas a desenvolver pesquisas.
- Escolas são instituições que oferecem um ou mais Cursos de Graduação em uma área específica, não precisando fazer pesquisa.

## Acre
Públicas
Federais
- IFAC - Instituto Federal do Acre

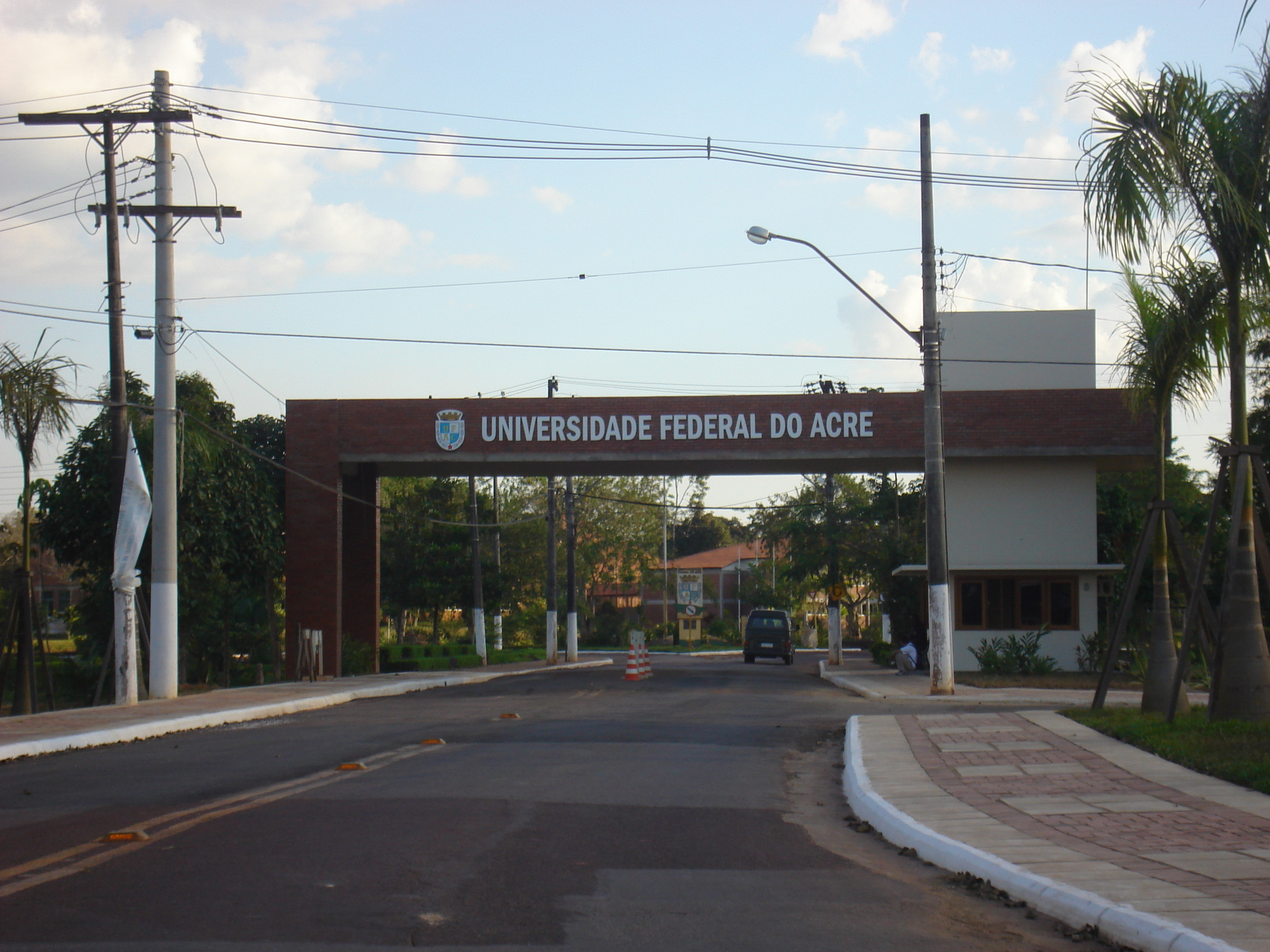
Universidade Federal do Acre

- UFAC - Universidade Federal do Acre

Privadas
- FADISI - Faculdade Diocesana São José
- UNAMA - Universidade da Amazônia
- UNESA - Universidade Estácio de Sá
- UNINTER - Grupo Educacional Uninter

## Alagoas
Públicas
Estaduais
- UNEAL - Universidade Estadual de Alagoas
- UNCISAL - Universidade Estadual de Ciências da Saúde de Alagoas

Federais
- IFAL - Instituto Federal de Alagoas
- UFAL - Universidade Federal de Alagoas

Privadas
- CESMAC - Centro de Estudos Superiores de Maceió
- FAP - Faculdade Pitágoras
- FITS - Faculdade Integrada Tiradentes

## Amapá
Públicas
Estadual
- UEAP - Universidade Estadual do Amapá

Federais
- IFAP - Instituto Federal do Amapá
- UNIFAP - Universidade Federal do Amapá

Privadas
- CEAP - Centro de Ensino Superior do Amapá

## Amazonas
Públicas
Estadual
- UEA - Universidade do Estado do Amazonas

Federais
- IFAM - Instituto Federal do Amazonas
- UFAM - Universidade Federal do Amazonas
- INPA - Instituto Nacional de Pesquisas da Amazônia

Privadas
Comunitárias e/ou Filantrópicas
- ULBRA - Universidade Luterana do Brasil

Particulares em Sentido Estrito
- UNINILTONLINS - Universidade Nilton Lins
- Fametro - Faculdade Metropolitana de Manaus
- Uninorte - Centro Universitário do Norte
- Unip - Universidade Paulista

## Ceará
Públicas
Estaduais
- UECE - Universidade Estadual do Ceará
- URCA - Universidade Regional do Cariri
- UVA - Universidade Estadual Vale do Acaraú

Federais
- IFCE - Instituto Federal do Ceará
- UFC - Universidade Federal do Ceará
- UNILAB - Universidade Federal de Integração Luso-Afro-Brasileira
- UFCA - Universidade Federal do Cariri

Privadas
Comunitárias e/ou Filantrópicas
- FCC - Faculdade Católica do Ceará
- FCF - Faculdade Católica de Fortaleza[2]
- UNICHRISTUS - Centro Universitário Christus
- Unifor - Universidade de Fortaleza
- UniCatólica - Centro Universitário Católica de Quixadá

Particulares em Sentido Estrito
- Uni7 - Centro Universitário 7 de setembro
- UniAteneu - Centro Universitário Ateneu
- UniFB - Faculdade Farias Brito
- Unigrande - Centro Universitário da Grande Fortaleza
- UniFanor - Centro Universitário Fanor Wyden
- UniNassau - Centro Universitário Maurício de Nassau de Fortaleza
- FLF - Faculdade Luciano Feijão
- Unifametro - Centro Universitário Fametro

## Distrito Federal
Públicas
Distrital
- UnDF - Universidade do Distrito Federal Jorge Amaury

Federais
- IFB - Instituto Federal de Brasília
- UnB - Universidade de Brasília
- ENAP - Escola Nacional de Administração Pública

Privadas
Comunitárias e/ou Filantrópicas
- UCB - Universidade Católica de Brasília
- SENAI - Serviço Nacional de Aprendizagem Industrial

Particulares em Sentido Estrito
- CEUB - Centro Universitário de Brasília
- FACITEC - Faculdade de Ciências Sociais e Tecnológicas
- FTB - Faculdades Integradas da Terra de Brasília Descredenciada (Despacho n.º 59-SESu/Mec, de 2 de maio de 2011)
- IESB - Instituto de Educação Superior de Brasília
- SENAC - Faculdade Senac - Distrito Federal
- UNIEURO - Centro Universitário Euroamericano
- UNIP - Universidade Paulista
- UNOPAR - Universidade Norte do Paraná
- FAPRO-Faculdade Projeção

## Espírito Santo
Públicas
Municipal
- FACELI - Faculdade de Ensino Superior de Linhares[3]

Estaduais
- UnAC - Universidade Aberta Capixaba

Federais
- IFES - Instituto Federal do Espírito Santo
- UFES - Universidade Federal do Espírito Santo

Privadas
Comunitárias e/ou Filantrópicas
- EMESCAM - Escola Superior de Ciências da Santa Casa de Misericórdia de Vitória
- CUSC - Centro Universitário São Camilo

Particulares em Sentido Estrito
- UVV - Universidade Vila Velha[4]
- DOCTUM - Rede de Ensino Doctum
- FDV - Faculdades Integradas de Vitória
- FUCAPE - FUCAPE Business School
- UNESA - Universidade Estácio de Sá

## Goiás
Públicas
Municipal
- UniRV (FESURV) - Universidade de Rio Verde

Estadual
- UEG - Universidade Estadual de Goiás

Federais
- UFJ - Universidade Federal de Jataí
- UFCAT - Universidade Federal de Catalão
- IFG - Instituto Federal de Goiás
- UFG - Universidade Federal de Goiás
- IF Goiano  - Instituto Federal Goiano

Privadas
Comunitárias e/ou Filantrópicas
- UniEVANGÉLICA - Universidade Evangélica de Goiás[5]
- PUC - Pontifícia Universidade Católica de Goiás
- UNIVERSO - Universidade Salgado de Oliveira
- ULBRA - Universidade Luterana do Brasil

Particulares em Sentido Estrito
- ALFA - Faculdade Alves Faria
- FACEG - Faculdade Evangelica de Goianesia
- UNESA - Universidade Estácio de Sá
- UNIP - Universidade Paulista
- UNIFASC - Faculdade Unifasc[6]
- IAESUP - Faculdades e Colégio Aphonsiano

## Maranhão
Públicas
Estaduais
- UEMA - Universidade Estadual do Maranhão
- UEMASUL - Universidade Estadual da Região Tocantina do Maranhão
- IEMA - Instituto Estadual do Maranhão

Federais
- IFMA - Instituto Federal do Maranhão
- UFMA - Universidade Federal do Maranhão

Privadas
Comunitárias e/ou Filantrópicas
- CEST - Faculdade Santa Terezinha (São Luís)

Particulares em Sentido Estrito
- FACIMP - Faculdade de Imperatriz

## Mato Grosso
Públicas
Estadual
- UNEMAT      - Universidade do Estado de Mato Grosso

Federais
- IFMT - Instituto Federal do Mato Grosso
- UFMT - Universidade Federal de Mato Grosso
- UFR - Universidade Federal de Rondonópolis

Privadas
- UNIC (UNIME) - Universidade de Cuiabá
- IPE - Instituto Parecis de Ensino, Desenvolvimento e Pesquisa

## Mato Grosso do Sul
Públicas
Estadual
- UEMS - Universidade Estadual do Mato Grosso do Sul

Federais
- UFGD - Universidade Federal da Grande Dourados
- IFMS - Instituto Federal de Mato Grosso do Sul
- UFMS - Universidade Federal do Mato Grosso do Sul

Privadas
Comunitárias e/ou Filantrópicas
- UCDB - Universidade Católica Dom Bosco

Particulares em Sentido Estrito
- Uniderp - Universidade Anhanguera
- UNIGRAN - Centro Universitário da Grande Dourados

## Minas Gerais
Públicas
Estaduais
- FJP - Fundação João Pinheiro

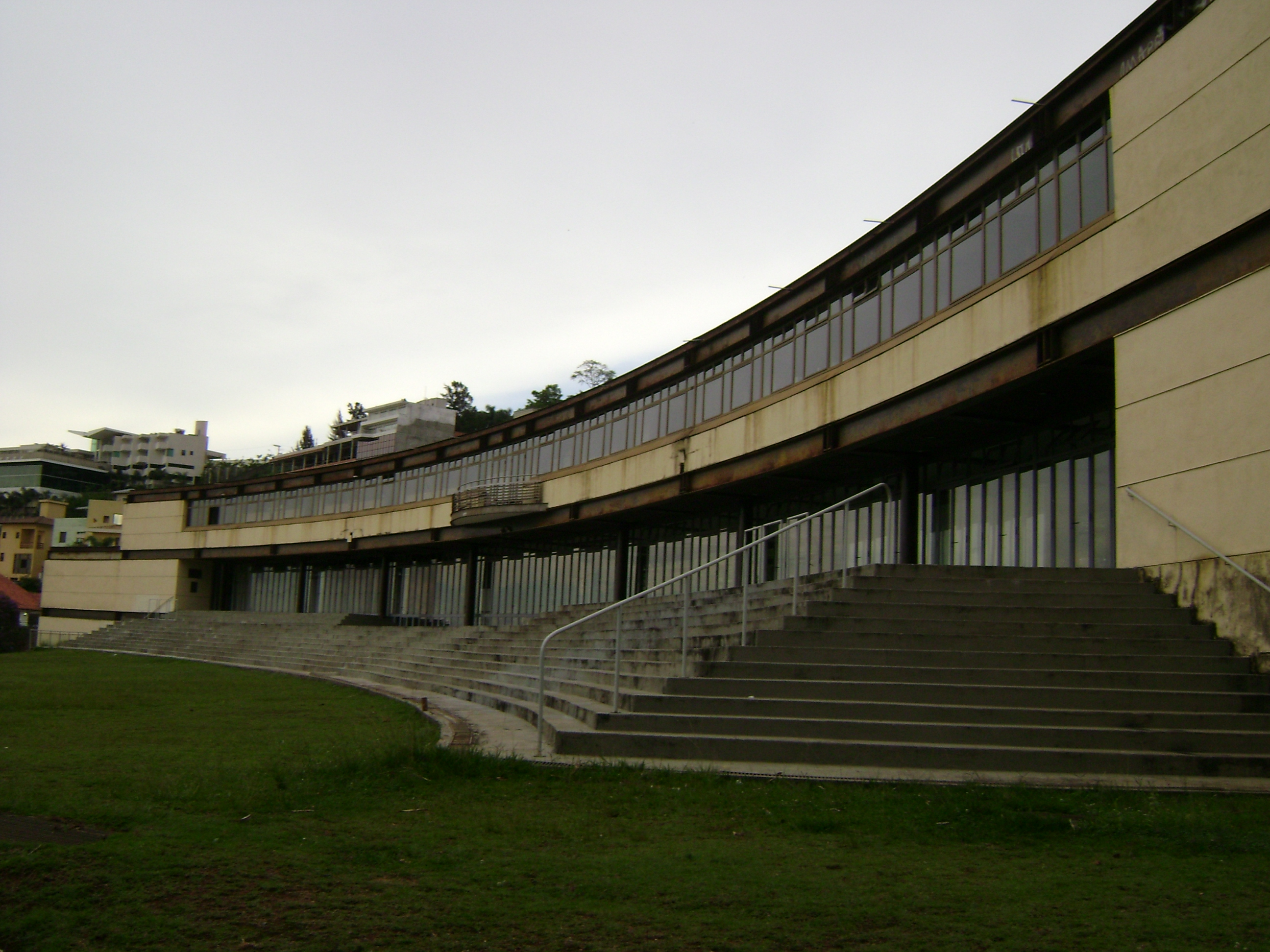
Campus da Escola Guignard da Universidade do Estado de Minas Gerais, em Belo Horizonte.

- UEMG - Universidade do Estado de Minas Gerais
- UNIMONTES - Universidade Estadual de Montes Claros

Federais

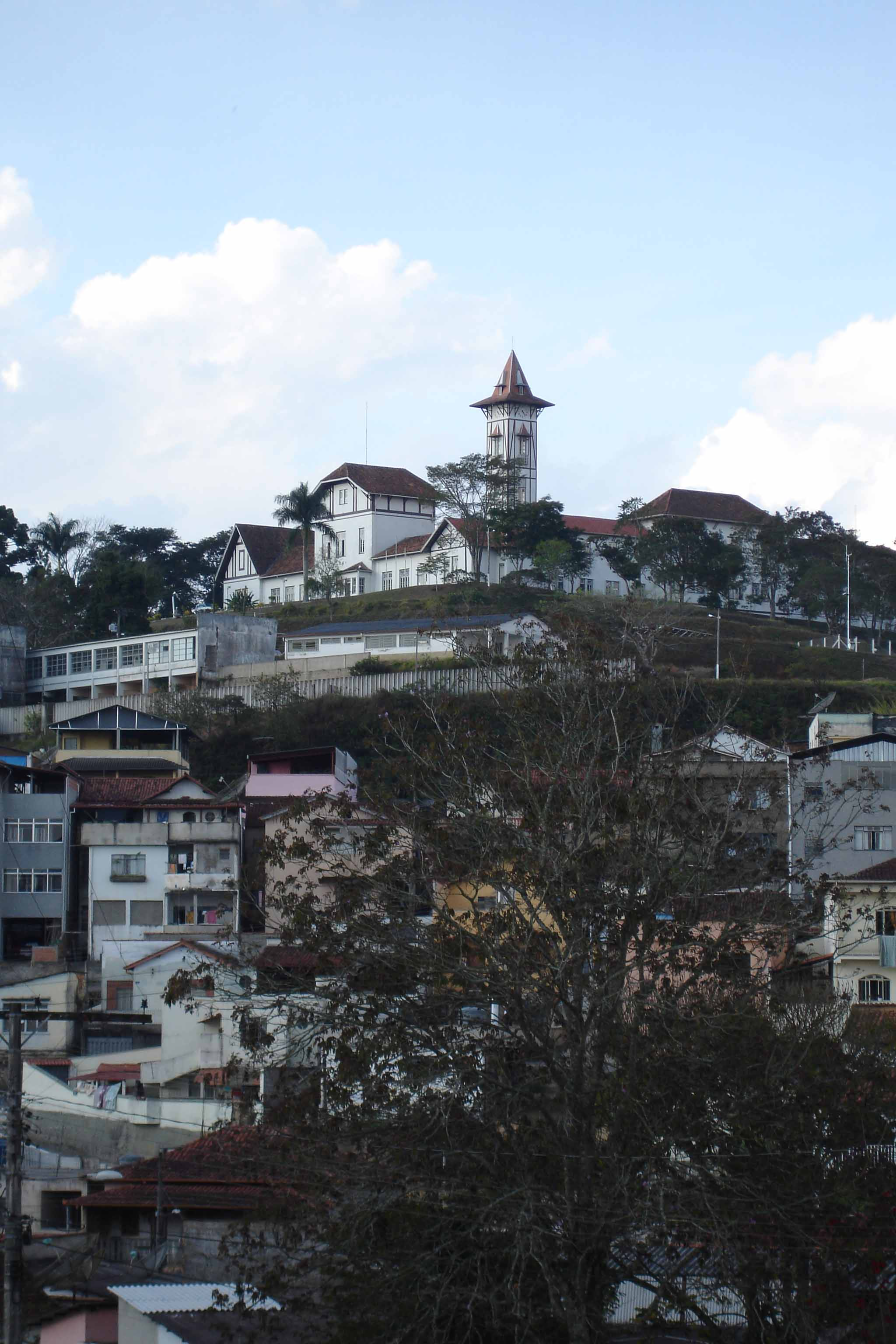
Campus do Instituto Federal do Sudeste de Minas Gerais em Barbacena.

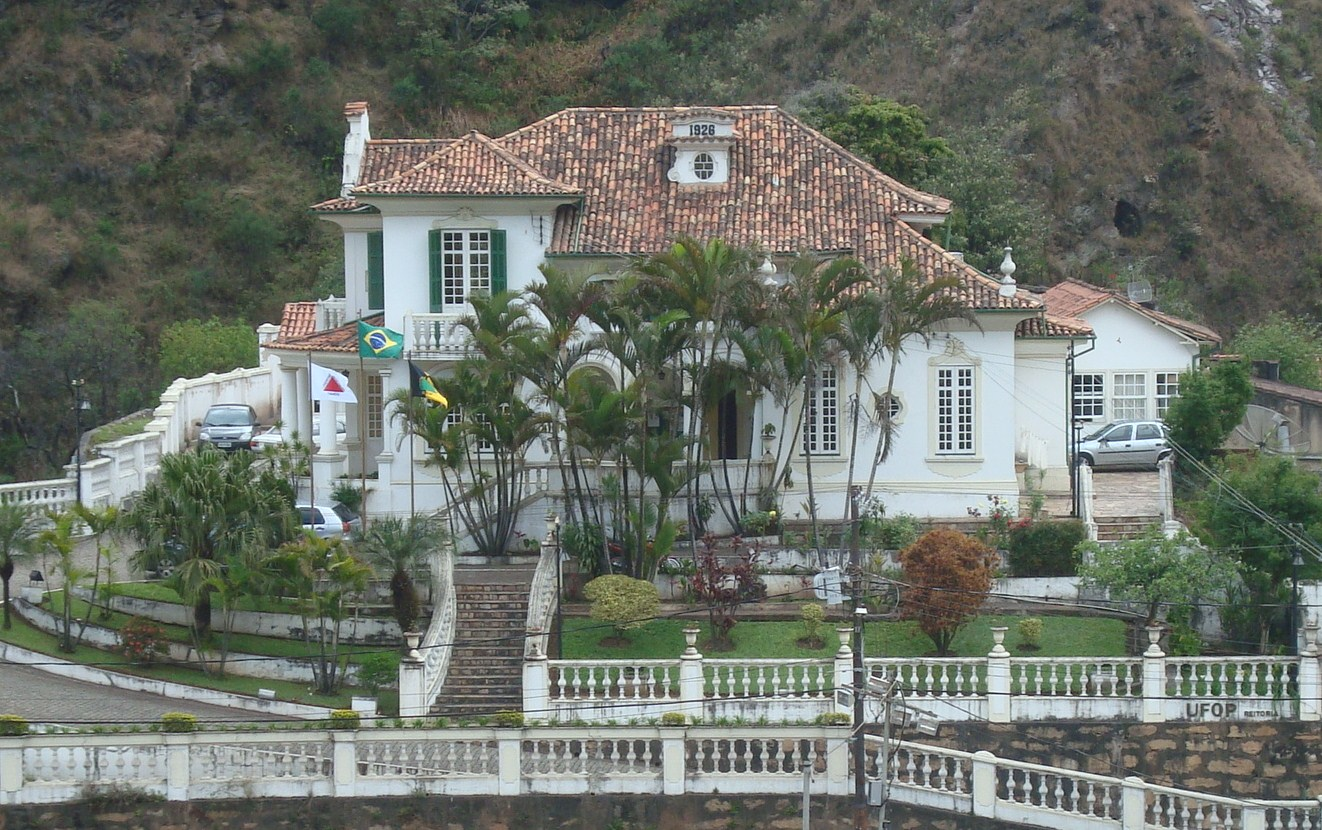
Edifício da reitoria da Universidade Federal de Ouro Preto.

- CEFET-MG - Centro Federal de Educação Tecnológica de Minas Gerais
- IFMG - Instituto Federal de Minas Gerais
- IFNMG - Instituto Federal do Norte de Minas Gerais
- IFSUDESTEMG - Instituto Federal do Sudeste de Minas Gerais
- IFSULDEMINAS - Instituto Federal do Sul de Minas Gerais
- IFTM - Instituto Federal do Triângulo Mineiro
- UFJF - Universidade Federal de Juiz de Fora
- UFLA - Universidade Federal de Lavras
- UFMG - Universidade Federal de Minas Gerais
- UFOP - Universidade Federal de Ouro Preto
- UFSJ - Universidade Federal de São João del-Rei
- UFTM - Universidade Federal do Triângulo Mineiro
- UFU - Universidade Federal de Uberlândia
- UFV - Universidade Federal de Viçosa
- UFVJM - Universidade Federal dos Vales do Jequitinhonha e Mucuri
- UNIFAL - Universidade Federal de Alfenas
- UNIFEI - Universidade Federal de Itajubá

Privadas
Comunitárias e/ou Filantrópicas

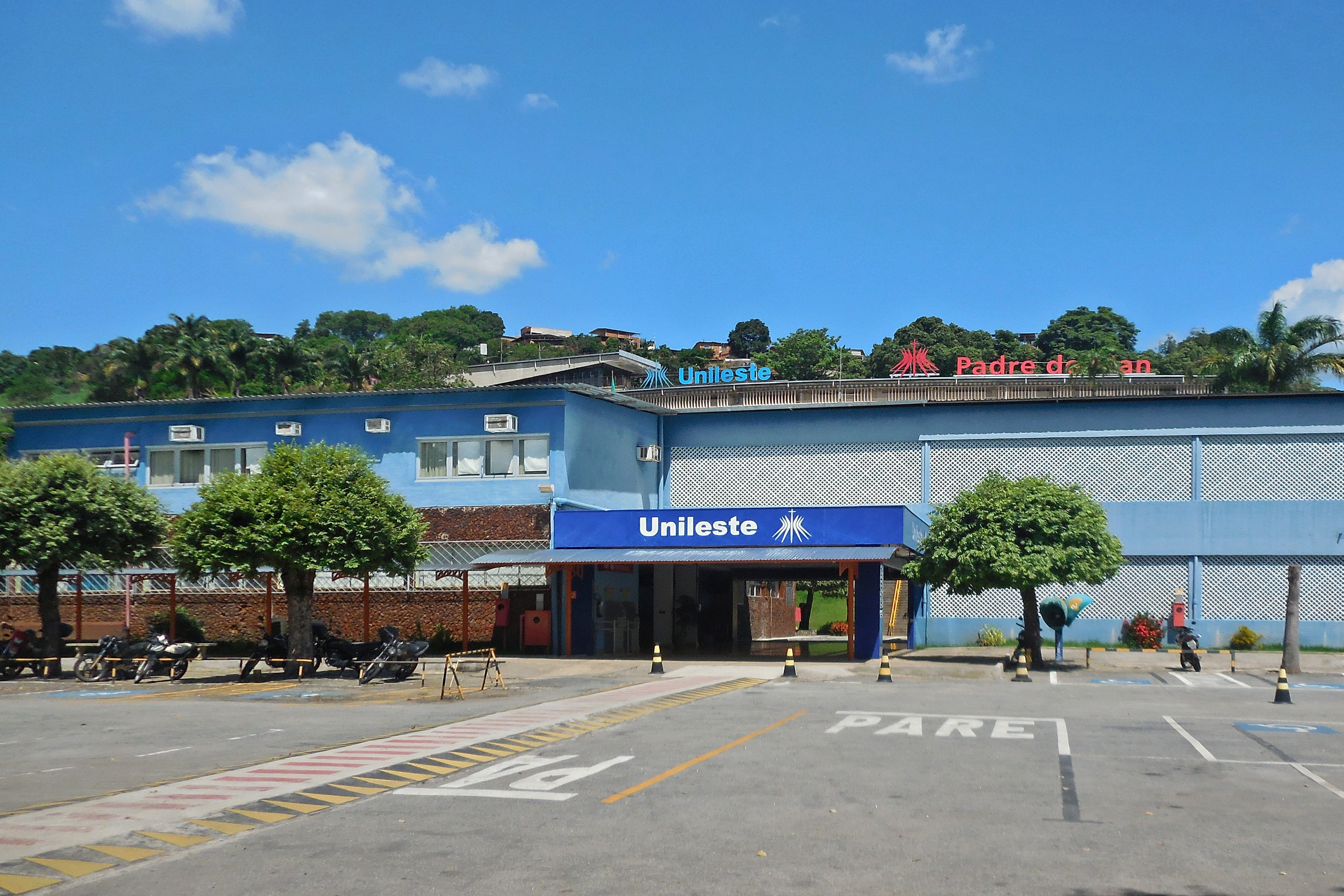
Vista do Centro Universitário Católica do Leste de Minas Gerais (Unileste), de Coronel Fabriciano.

- ESDHC - Escola Superior Dom Helder Câmara
- FACSFX - Faculdade São Francisco Xavier [7]
- FADIPA - Faculdade de Direito de Ipatinga [8]
- FAC - Faculdade Arquidiocesana de Curvelo [9]
- FAP - Faculdade Arquidiocesana de Pirapora [10]
- FAC FUNAM - Faculdade de Tecnologia Alto e Médio São Francisco [11]
- FAZU - Faculdades Associadas de Uberaba
- FCMMG - Faculdade de Ciências Médicas de Minas Gerais
- FCMS/JF - Faculdade de Ciências Médicas e da Saúde de Juiz de Fora
- FMG - Faculdade Metodista Granbery
- FUNJOB - Faculdade de Medicina de Barbacena
- FUMEC - Fundação Mineira de Educação e Cultura
- INATEL - Instituto Nacional de Telecomunicações
- PUCMG - Pontifícia Universidade Católica de Minas Gerais
- UIT - Universidade de Itaúna
- UNIBH - Centro Universitário de Belo Horizonte
- UNILESTE - Centro Universitário Católica do Leste de Minas Gerais
- UNIPAC - Universidade Presidente Antônio Carlos
- UNIUBE - Universidade de Uberaba
- UNIVAS - Universidade do Vale do Sapucaí
- UNIVALE - Universidade Vale do Rio Doce
- UNINCOR-Universidade Vale do Rio Verde
- UNIVERSO - Universidade Salgado de Oliveira
- IMIH-Instituto Metodista Izabela Hendrix

Particulares em Sentido Estrito

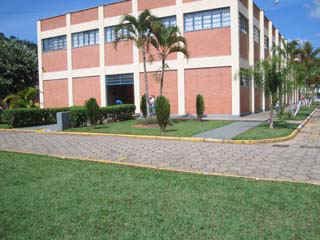
Centro Universitário de Itajubá.

- Unifenas - Universidade José do Rosário Vellano
- DOCTUM - Rede de Ensino Doctum
- FACIC - Faculdade de Ciências Humanas de Curvelo [12]
- FACSUM - Faculdade do Sudeste Mineiro
- FACTU - Faculdade de Ciências e Tecnologia de Unaí
- FAF - Faculdade de Frutal [13]
- FAJANSSEN - Faculdade Arnaldo Jessen [14]
- FAVENORTE - Instituto Superior de Educação Verde Norte
- FMC - Faculdades Milton Campos
- FUC - Faculdades Unificadas de Cataguases [15]
- IPTAN - Instituto de Ensino Superior Presidente Tancredo Neves
- UNA - Centro Universitário UNA
- UNEC - Centro Universitário de Caratinga

## Pará
Públicas
Federais
- UFRA - Universidade Federal Rural da Amazônia
- UFPA - Universidade Federal do Pará
- IFPA - Instituto Federal do Pará
- UFOPA - Universidade Federal do Oeste do Pará
- UNIFESSPA - Universidade Federal do Sul e Sudeste do Pará

Estadual
- UEPA - Universidade do Estado do Pará

Militar
- CIABA - Centro de Instrução Almirante Braz de Aguiar

Privadas
- CEAMA - Centro de Educação da Amazônia
- CESUPA - Centro Universitário do Estado do Pará
- ESMAC - Escola Superior Madre Celeste
- FAMAZ - Faculdade Metropolitana da Amazônia
- FABEL - Faculdade de Belém
- FACBEL - Faculdade Católica de Belém
- FACIP - Faculdade Ipiranga
- FAPAN - Faculdade Pan Amazônica
- FEAPA - Faculdade de Estudos Avançados do Pará
- FIBRA - Faculdade Integrada Brasil Amazônia
- UNAMA - Universidade da Amazônia
- UNIP - Universidade Paulista

## Paraíba
Públicas
Estadual
- UEPB - Universidade Estadual da Paraíba

Federais
- IFPB - Instituto Federal da Paraíba
- UFPB - Universidade Federal da Paraíba
- UFCG - Universidade Federal de Campina Grande

Privadas
Comunitárias e/ou Filantrópicas
- UNIPÊ - Centro Universitário de João Pessoa
- Uniuv - Centro Universitário de União da Vitória

Particulares em Sentido Estrito
- ESBJ - Faculdade Maurício de Nassau
- UNIBRASIL - Centro Universitário Autônomo do Brasil
- FAVAP - Faculdades Vale do Piancó
- IESP - Instituto de Educação Superior da Paraíba
- UNIFIP - Centro Universitário de Patos
- UNIFACISA-Centro Universitário Facisa[16]

## Paraná
Públicas
Estaduais
- UNESPAR - Universidade Estadual do Paraná
- UEL - Universidade Estadual de Londrina
- UEM - Universidade Estadual de Maringá
- UENP - Universidade Estadual do Norte do Paraná
- UEPG - Universidade Estadual de Ponta Grossa
- UNICENTRO - Universidade Estadual do Centro-Oeste
- UNIOESTE - Universidade Estadual do Oeste do Paraná

Federais

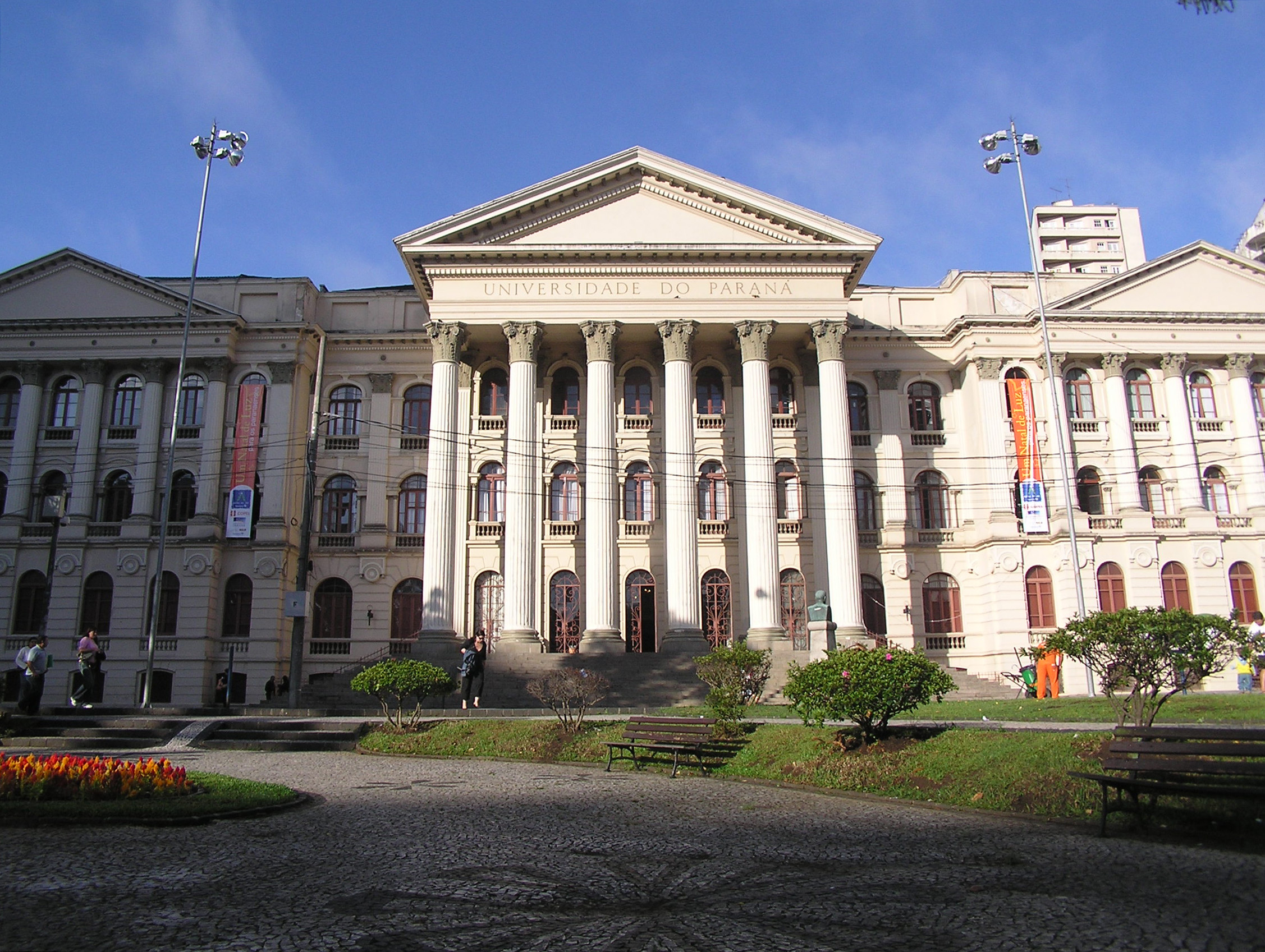
Universidade Federal do Paraná em Curitiba.

- IFPR - Instituto Federal do Paraná
- UTFPR - Universidade Tecnológica Federal do Paraná
- UFPR - Universidade Federal do Paraná
- UNILA - Universidade Federal da Integração Latino-Americana
- UFFS - Universidade Federal da Fronteira Sul

Privadas
Comunitárias e/ou Filantrópicas
- FAE - FAE Centro Universitário[17]
- FAG - Fundação Assis Gurgacz
- FEPAR - Faculdade Evangélica do Paraná[18]
- FTSA - Faculdade Teológica Sul Americana
- PUCPR - Pontifícia Universidade Católica do Paraná
- UNIFIL - Centro Universitário Filadélfia[19]
- Univel - União Educacional de Cascavel
- UNINGÁ - Faculdade Ingá

Particulares em Sentido Estrito
- CAMPO REAL - Faculdade Campo Real
- CESCAGE - Centro de Ensino Superior dos Campos Gerais
- FAG - Faculdade Guairacá
- FAJAR - Faculdade Jaguariaíva
- FATEB - Faculdade de Telêmaco Borba
- FANP - Faculdade do Noroeste Paranaense
- FASBAM - Faculdade São Basílio Magno
- FEITEP - Faculdade de Engenharia e Inovação Técnico Profissional[20]
- FG - Faculdade Guarapuava
- FML - Faculdade Metropolitana Londrinense
- UNICAMPO - Faculdade União de Campo Mourão[21]
- INTEGRADO - Centro Universitário Integrado de Campo Mourão
- UniCesumar - Universidade Cesumar
- UNICURITIBA - Centro Universitário Curitiba
- UNINTER - Grupo Educacional Uninter
- UNIPAR - Universidade Paranaense
- UNOPAR - Universidade do Norte do Paraná
- UCP - Faculdades do Centro do Paraná
- UP - Universidade Positivo
- UTP - Universidade Tuiuti do Paraná
- UNISEP - União de Ensino do Sudoeste do Paraná [22]

## Piauí
Públicas
Federais
- UFPI - Universidade Federal do Piauí
- UFDPar -  Universidade Federal do Delta do Parnaíba[23]
- Univasf - Universidade Federal do Vale do São Francisco
- IFPI - Instituto Federal do Piauí

Estaduais
- UESPI - Universidade Estadual do Piauí

Privadas
Centros Universitários
- UniFacid Wyden - Centro Universitário Facid Wyden[24]
- Unifaesf - Centro Universitário Faesf[25]
- UNINASSAU - Centro Universitário Maurício de Nassau
- UNIFAPI - Centro Universitário do Piauí[26]
- UNIFSA - Centro Universitário Santo Agostinho[27]
- UNINOVAFAPI - Centro Universitário Uninovafapi

Faculdades
- CESVALE - Centro de Ensino Superior do Vale do Parnaíba[28]
- CHRISFAPI - Christus Faculdade do Piauí[29]
- Estácio - Faculdade Estácio de Teresina
- Faculdade CET - Faculdade de Tecnologia de Teresina[30]
- Faculdade Pitágoras Anhanguera de Teresina
- FATEPI - Faculdade de Tecnologia do Piauí[31]
- ICESPI - Instituto Católico de Estudos Superiores do Piauí[32]
- iCEV Instituto de Ensino Superior[33]
- IESRSA - Instituto de Educação Superior Raimundo Sá[34]

## Rio de Janeiro
Públicas
Municipal

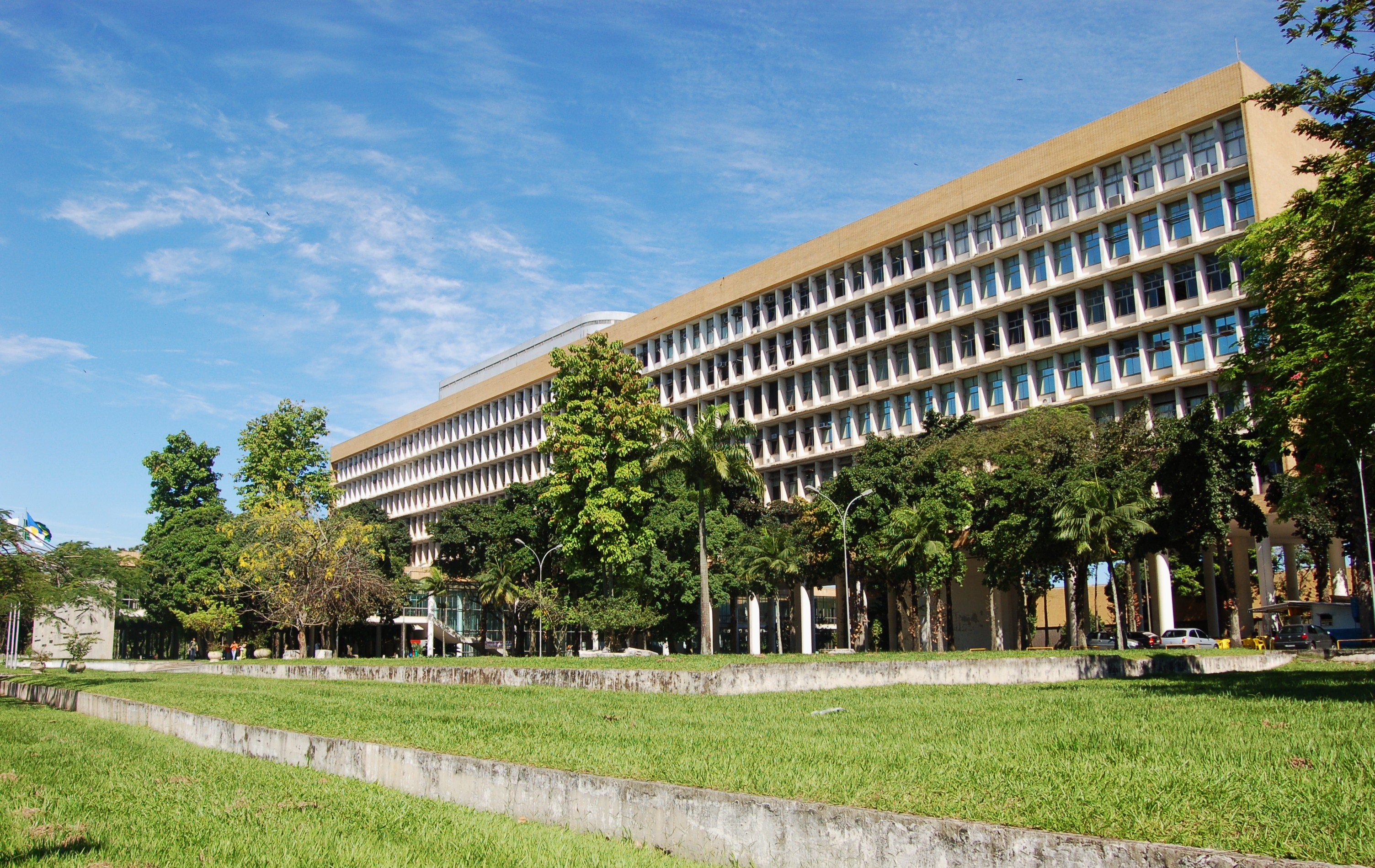
Prédio da reitoria da Universidade Federal do Rio de Janeiro, premiado em 1957 na IV Bienal de São Paulo.

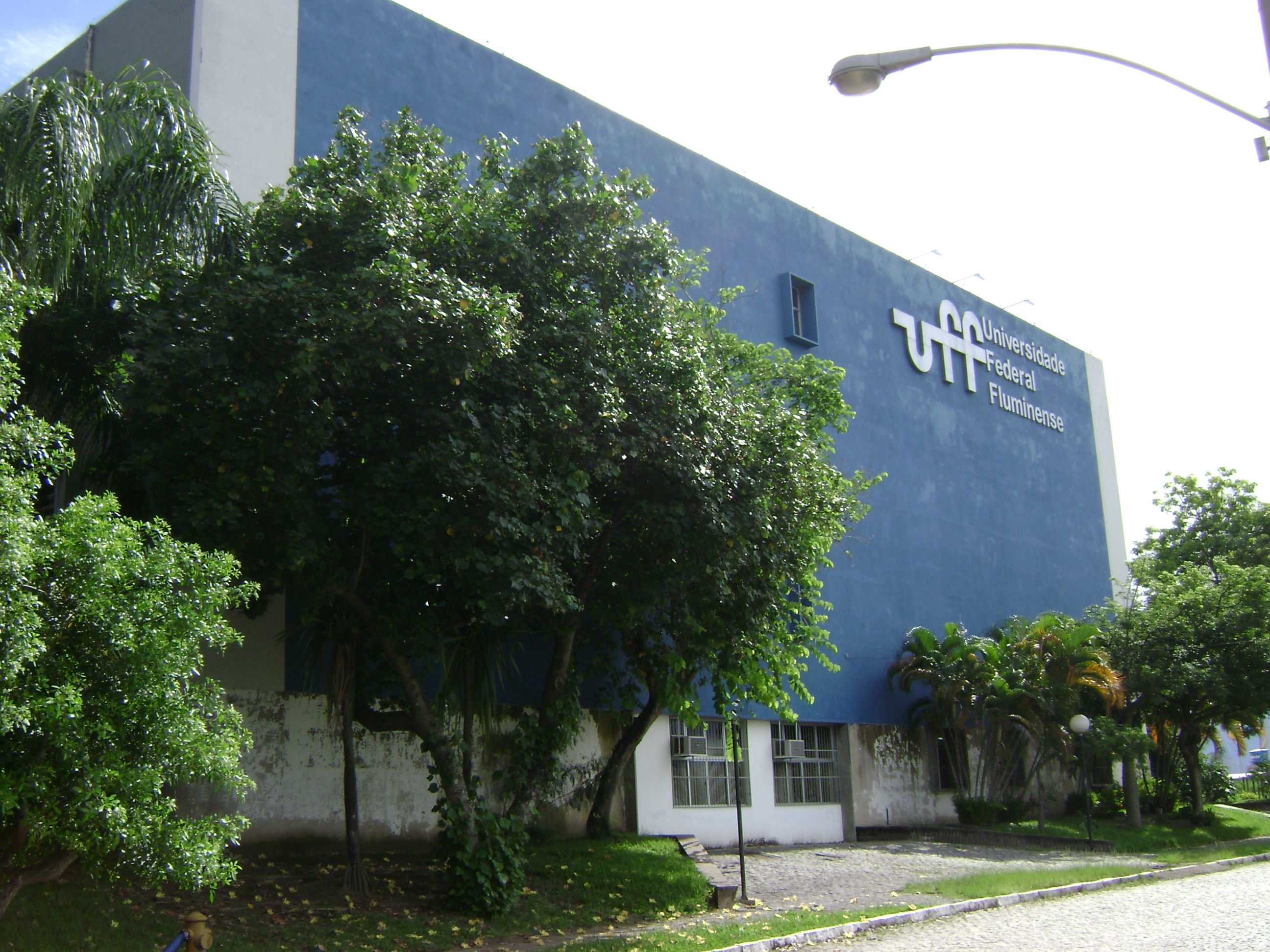
Biblioteca da Universidade Federal Fluminense, em Niterói.

- FeMASS - Faculdade Professor Miguel Ângelo da Silva Santos - Macaé

Estaduais
- ISERJ - Instituto Superior de Educação do Rio de Janeiro
- FAETERJ - Faculdade de Educação Tecnológica do Estado do Rio de Janeiro
- UENF - Universidade Estadual do Norte Fluminense
- UERJ - Universidade do Estado do Rio de Janeiro
- UEZO - Universidade Estadual da Zona Oeste (Extinta, incorporada a UERJ) [35]

Federais
- IMPA-Instituto de Matemática Pura e Aplicada
- CBPF - Centro Brasileiro de Pesquisas Físicas
- CEFET/RJ - Centro Federal de Educação Tecnológica Celso Suckow da Fonseca
- Colégio Pedro II - Colégio Pedro II[36]
- ENCE - Escola Nacional de Ciências Estatísticas
- IFF - Instituto Federal Fluminense
- IFRJ - Instituto Federal do Rio de Janeiro
- UFF - Universidade Federal Fluminense
- UFRJ - Universidade Federal do Rio de Janeiro
- UFRRJ - Universidade Federal Rural do Rio de Janeiro
- UNIRIO - Universidade Federal do Estado do Rio de Janeiro

Militares
- ABMDP II - Academia de Bombeiro Militar Dom Pedro II
- AMAN - Academia Militar de Agulhas Negras
- APMDJ VI - Academia de Polícia Militar Dom João VI
- EN - Escola Naval
- ECEME - Escola de Comando e Estado-Maior do Exército
- EsAO - Escola de Aperfeiçoamento de Oficiais
- IME - Instituto Militar de Engenharia

Privadas
- ESPM-RIO - Escola Superior de Propaganda e Marketing
- CELSO LISBOA - Centro Universitário Celso Lisboa
- FACHA - Faculdades Integradas Hélio Alonso
- FGV - Fundação Getulio Vargas
- FMC - Faculdade de Medicina de Campos
- FMP/FASE - Faculdade de Medicina de Petrópolis - Faculdade Arthur Sá Earp Neto
- FSMA - Faculdade Salesiana de Macaé
- FSB/RJ - Faculdade de São Bento do Rio de Janeiro
- FUNENSEG - Escola Nacional de Seguros
- IBMEC - Instituto Brasileiro de Mercado e Capitais
- IBMR - Centro Universitário IBMR
- MACKENZIE-RIO - Faculdade Presbiteriana Mackenzie Rio
- PUC-RIO - Pontifícia Universidade Católica do Rio de Janeiro
- UCAM - Universidade Cândido Mendes
- UCB - Universidade Castelo Branco
- UCP - Universidade Católica de Petrópolis
- UGB - Centro Universitário Geraldo Di Biase
- UNIFAA - Centro de Ensino Superior de Valença
- UNISUAM - Centro Universitário Augusto Motta
- UNIABEU - UNIABEU Centro Universitário
- UNIFESO - Centro Universitário Serra dos Órgãos
- UNIGRANRIO - Universidade do Grande Rio
- UNIVERSO - Universidade Salgado de Oliveira
- USS - Universidade Severino Sombra
- USU - Universidade Santa Úrsula
- UVA - Universidade Veiga de Almeida

Particulares em Sentido Estrito
- AEDB - Faculdades Dom Bosco
- SENAC - Faculdade Senac Rio de Janeiro
- UBM - Centro Universitário de Barra Mansa
- UNESA - Universidade Estácio de Sá
- UNIFOA - Centro Universitário de Volta Redonda

## Rio Grande do Norte
Públicas
Estadual

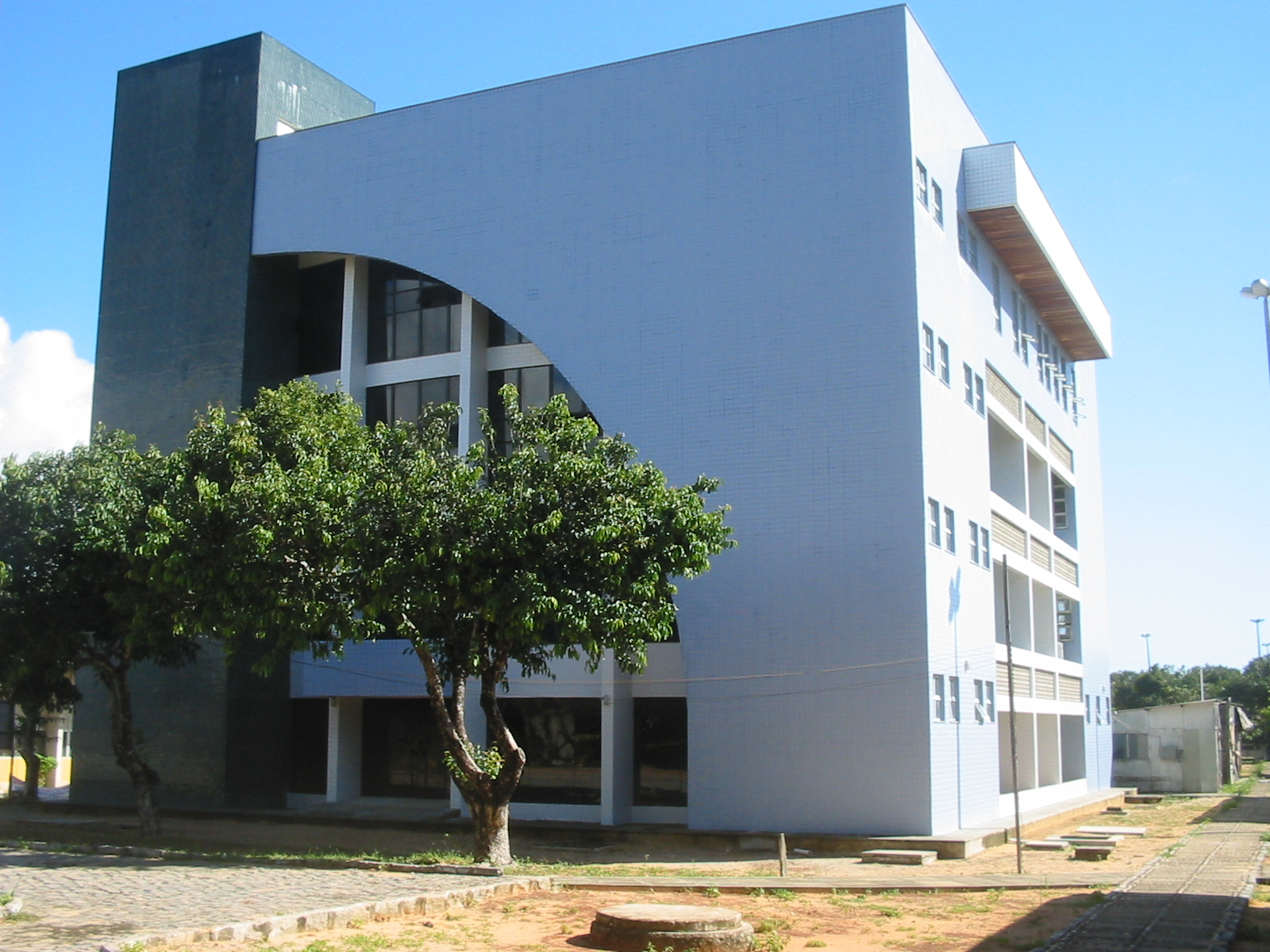
Laboratório Central de Petróleo e Gás Natural da Universidade Federal do Rio Grande do Norte.

- UERN - Universidade do Estado do Rio Grande do Norte

Federais
- IFRN - Instituto Federal do Rio Grande do Norte
- UFERSA - Universidade Federal Rural do Semi-Árido
- UFRN - Universidade Federal do Rio Grande do Norte

Privada
Comunitárias e/ou Filantrópicas
- ULBRA - Universidade Luterana do Brasil (Polo Natal)

Particulares em Sentido Estrito
- UNP - Universidade Potiguar
- Fatern Gama Filho - Faculdade de Excelência do Rio Grande do Norte
- UNOPAR - Universidade Norte do Paraná (Polo Natal)
- UNINASSAU - Faculdade Maurício de Nassau - (Pólo Natal)
- IPOG - Instituto de Pós-Graduação (Pólo Natal)

## Rio Grande do Sul
Públicas

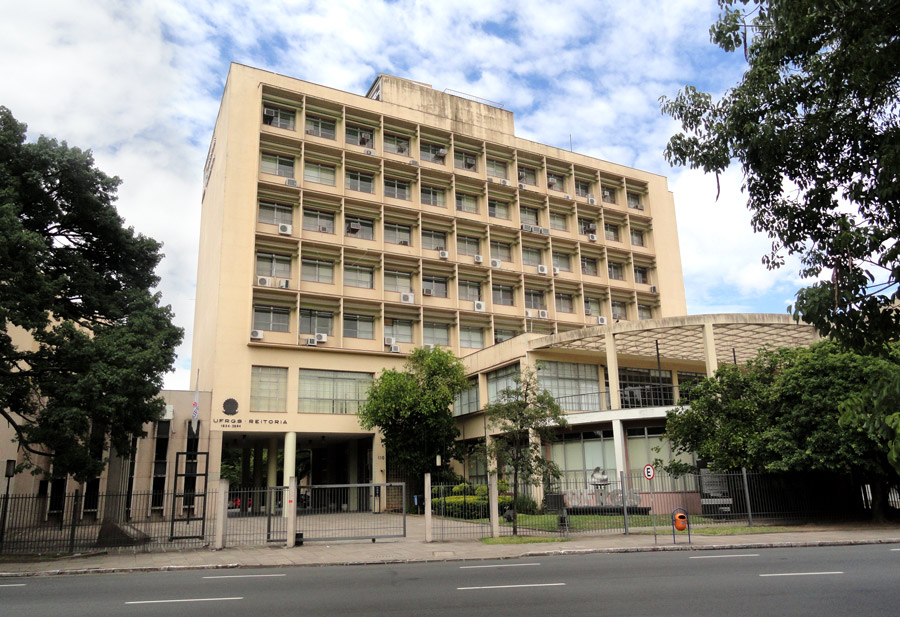
Prédio da reitoria da Universidade Federal do Rio Grande do Sul.

- UERGS - Universidade Estadual do Rio Grande do Sul
- FURG - Universidade Federal do Rio Grande
- IFFarroupilha - Instituto Federal Farroupilha
- IFRS - Instituto Federal do Rio Grande do Sul
- IFSul - Instituto Federal Sul-rio-grandense
- UFCSPA - Universidade Federal de Ciências da Saúde de Porto Alegre
- UFPEL - Universidade Federal de Pelotas
- UFRGS - Universidade Federal do Rio Grande do Sul
- UFSM - Universidade Federal de Santa Maria
- UNIPAMPA - Universidade Federal do Pampa
- UFFS - Universidade Federal da Fronteira Sul

Privadas Comunitárias e/ou Filantrópicas
- FACCAT - Faculdades de Taquara
- FAPA - Faculdade Porto-Alegrense
- FEEVALE - Universidade Feevale
- PUCRS - Pontifícia Universidade Católica do Rio Grande do Sul
- UCPEL - Universidade Católica de Pelotas
- UCS - Universidade de Caxias do Sul
- ULBRA - Universidade Luterana do Brasil
- UNICRUZ - Universidade de Cruz Alta
- UFN - Universidade Franciscana
- UNIJUÍ - Universidade Regional do Noroeste do Estado do Rio Grande do Sul
- UNIRITTER - Centro Universitário Ritter dos Reis
- UNILASALLE-RJ - Universidade La Salle
- UNISC - Universidade de Santa Cruz do Sul
- UNISINOS - Universidade do Vale do Rio dos Sinos
- UNIVATES - Universidade do Vale do Taquari
- UPF - Universidade de Passo Fundo
- URCAMP - Universidade da Região da Campanha
- URI - Universidade Regional Integrada do Alto Uruguai e das Missões

Demais particulares
- ESMARGS - Escola Superior de Música e Artes do Rio Grande do Sul
- ESPM - Escola Superior de Propaganda e Marketing
- ESTEF - Escola Superior de Teologia e Espiritualidade Franciscana
- Faculdade SOGIPA
- FAACS - Faculdade Anglo-Americano de Caxias do Sul[37]
- FADERGS - Faculdade de Desenvolvimento do Rio Grande do Sul
- FSG - Faculdade da Serra Gaúcha
- IDEAU - Instituto de Desenvolvimento Educacional do Alto Uruguai (Getúlio Vargas)
- SENAC - Faculdade do Serviço Nacional de Aprendizagem Comercial
- SJT - Faculdades Integradas São Judas Tadeu
- SLMANDIC - Faculdade de Odontologia São Leopoldo Mandic
- UNIRITTER - Centro Universitário Ritter dos Reis

## Rondônia
Públicas
- UNIR - Universidade Federal de Rondônia
- IFRO - Instituto Federal de Rondônia

Privadas
- FARON – Faculdade Marechal Rondon[38]

- FCR - Faculdade Católica de Rondônia [39]
- UNIFSL - Centro Universitário São Lucas de Porto Velho [40]
- UNIFSL - Centro Universitário São Lucas de Ji-paraná [41]
- FAMA - Faculdade da Amazônia

## Roraima
Públicas
Estadual
- UERR - Universidade Estadual de Roraima

Federais
- UFRR - Universidade Federal de Roraima
- IFRR - Instituto Federal de Roraima

Privadas
- FARES - Faculdade Roraimense de Ensino Superior

## Santa Catarina
Públicas
Municipais - constituídas sob a forma de Fundações
- FURB - Fundação Universidade Regional de Blumenau
- SOCIESC - Sociedade Educacional de Santa Catarina
- UNESC - Universidade do Extremo Sul Catarinense
- FMP - Faculdade Municipal de Palhoça
- CEETEPS-Centro Estadual de Educação Tecnológica Paula Souza

Estadual
- UDESC - Universidade do Estado de Santa Catarina

Federais
- UFFS - Universidade Federal da Fronteira Sul
- IFSC - Instituto Federal de Santa Catarina
- IFC - Instituto Federal Catarinense
- UFSC - Universidade Federal de Santa Catarina

Privadas
Comunitárias e/ou Filantrópicas e em Sentido Estrito
- SENAC - Faculdade Senac - Santa Catarina
- UNOESC - Universidade do Oeste de Santa Catarina
- UNIASSELVI - Centro Universitário Leonardo da Vinci
- UNISUL - Universidade do Sul de Santa Catarina
- UNC - Universidade do Contestado
- UNIARP - Universidade Alto Vale do Rio do Peixe
- UNERJ - Centro Universitário de Jaraguá do Sul
- UNIVALI - Universidade do Vale do Itajaí
- UNIVILLE - Universidade da Região de Joinville
- UNOCHAPECÓ - Universidade Comunitária Regional de Chapecó
- UNIPLAC - Universidade do Planalto Catarinense
- UNISUL  - Universidade do Sul de Santa Catarina
- Católica SC-Centro Universitário Católica de Santa Catarina
- UNIAVAN-Centro Universitário Avantis
- Cesusc-Complexo de Ensino Superior de Santa Catarina

## São Paulo

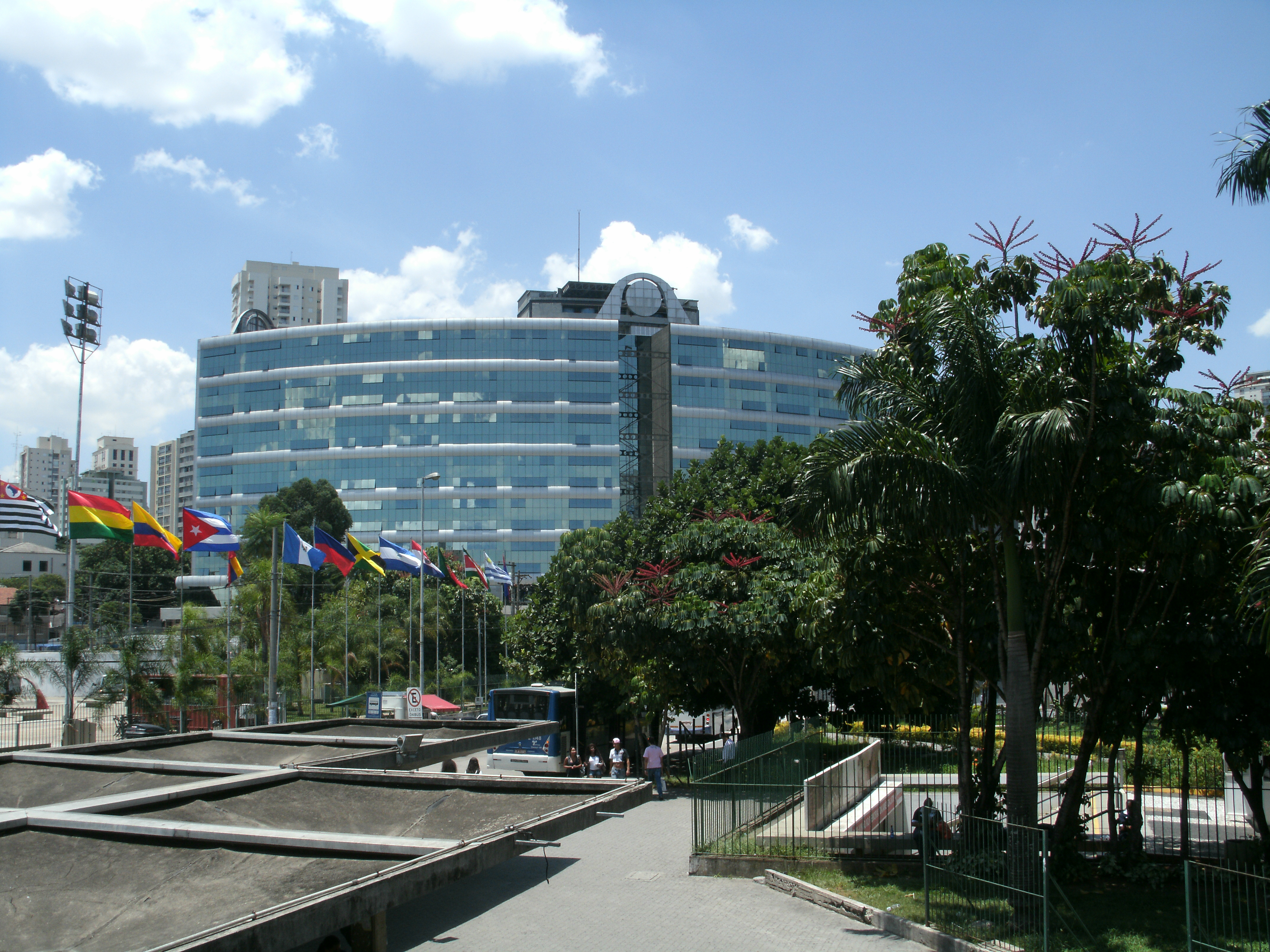
UNINOVE - Campus Memorial - São Paulo/SP.

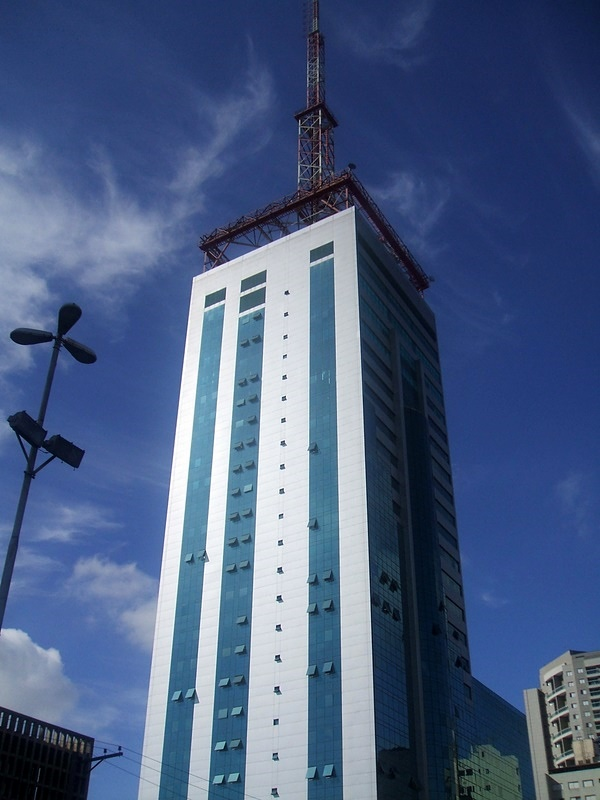
Universidade Paulista - Campus Paraíso - São Paulo/SP.

Públicas
Municipais 
Universidades

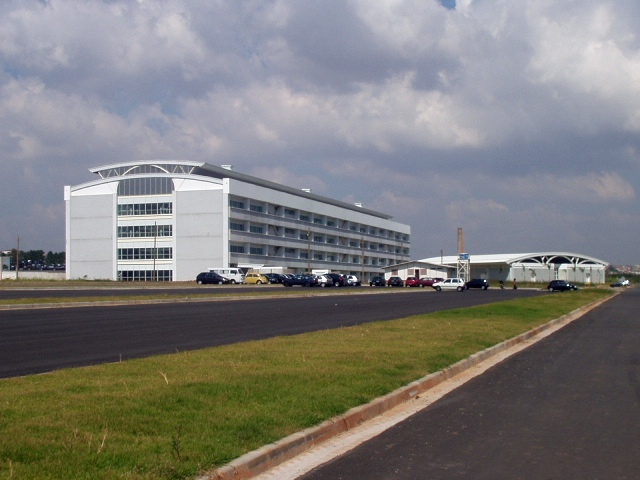
Escola de Artes, Ciências e Humanidades da Universidade de São Paulo, em São Paulo.

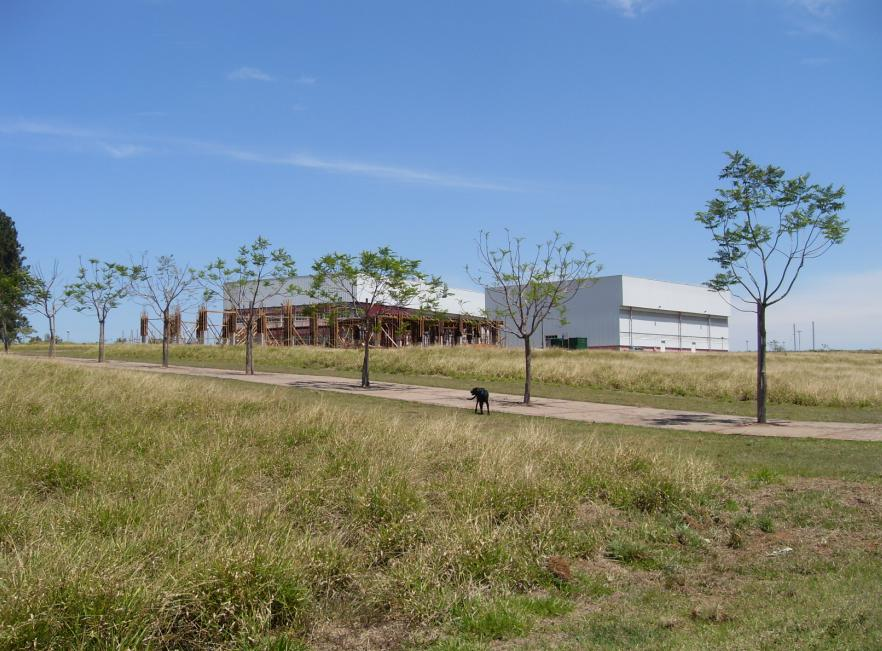
Prédios da Engenharia Aeronáutica da Universidade de São Paulo Campus 2, em São Carlos.

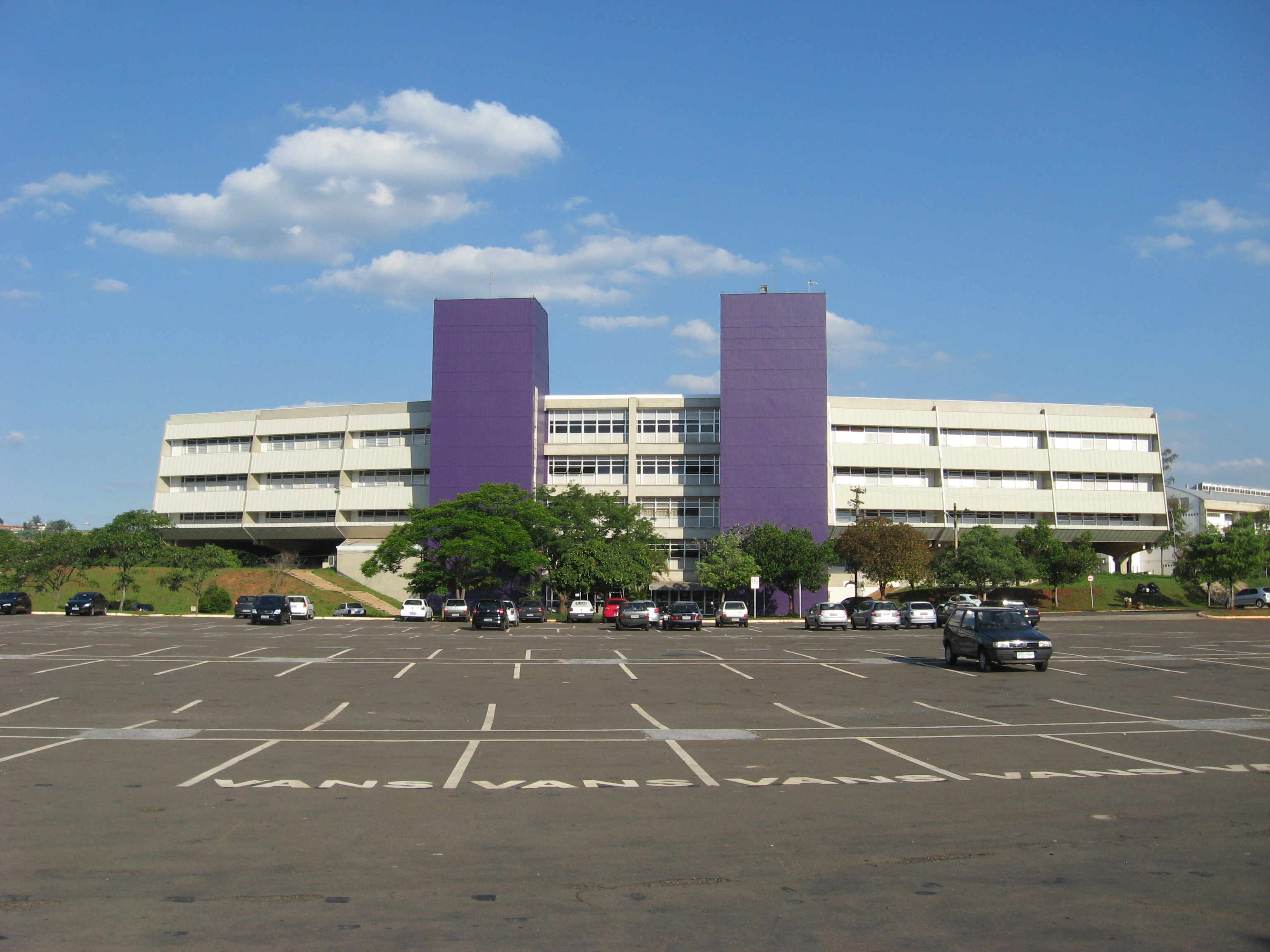
Biblioteca Central da Universidade Estadual de Campinas, em Campinas.

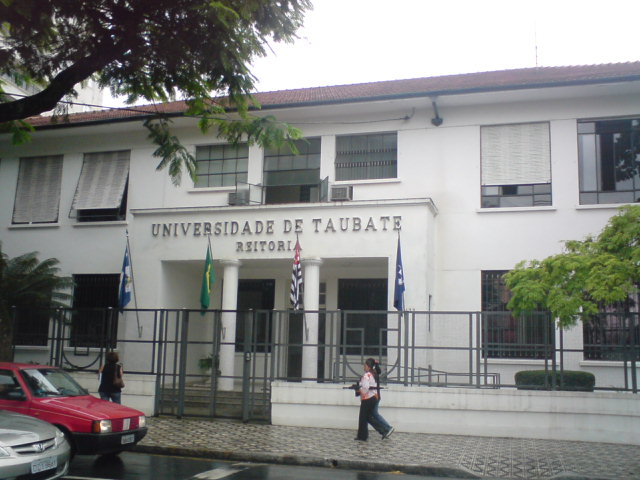
Reitoria da Universidade de Taubaté (UNITAU).

- UNITAU - Universidade de Taubaté
- USCS - Universidade Municipal de São Caetano do Sul

Centros Universitários

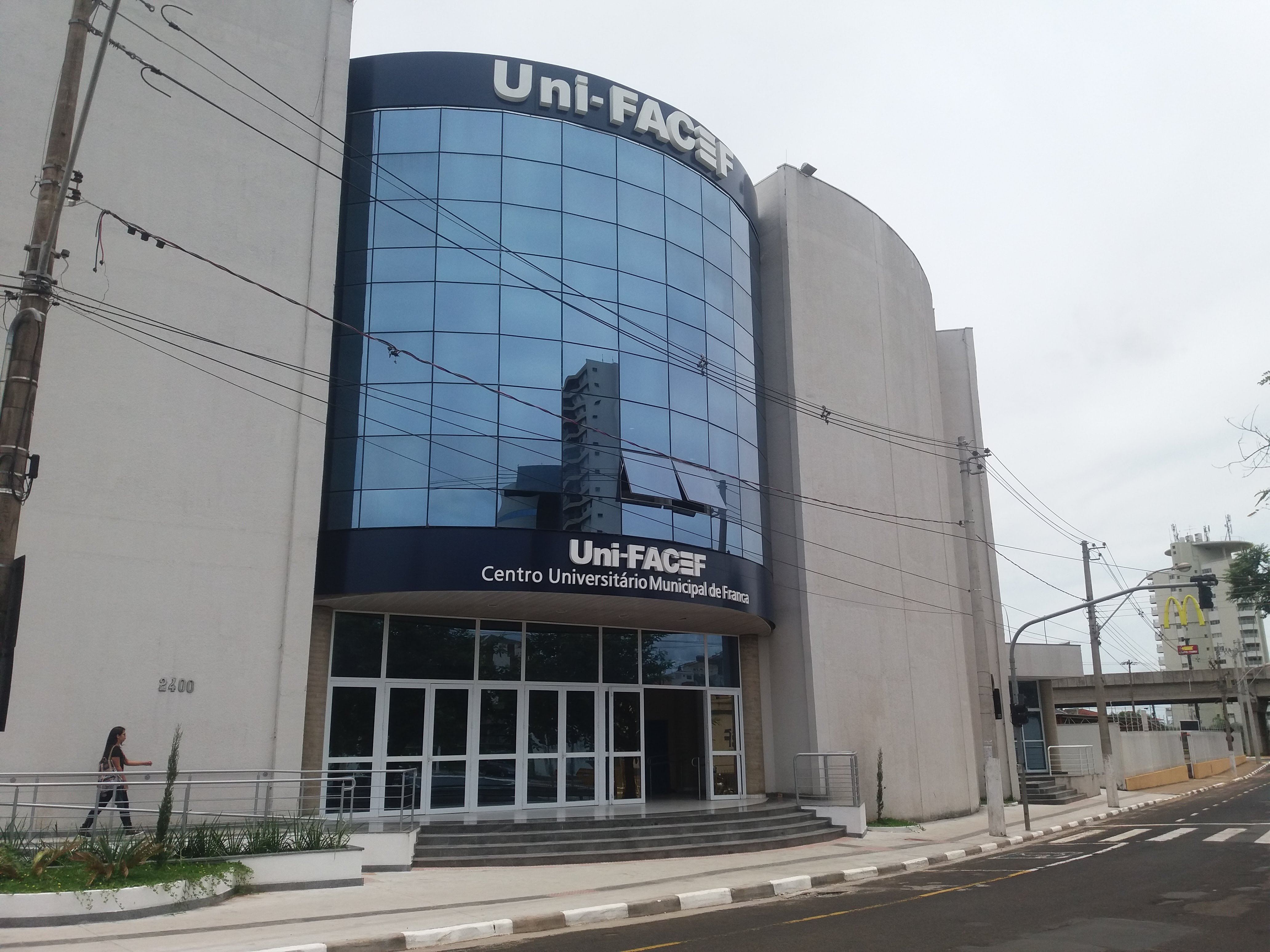
Uni-FACEF (Centro Universitário Municipal de Franca).

- UNIFAE - Centro Universitário das Faculdades Associadas de Ensino
- Uni-FACEF - Centro Universitário de Franca
- CUFSA - Centro Universitário Fundação Santo André

Escolas, Faculdades e Institutos
- ILUM - Ilum Escola de Ciência
- FACCAMP - Faculdade de Campo Limpo Paulista
- FUMEP - Fundação Municipal de Ensino de Piracicaba
- FDF - Faculdade de Direito de Franca
- FDSBC - Faculdade de Direito de São Bernardo do Campo
- FMABC - Faculdade de Medicina do ABC
- FMJ - Faculdade de Medicina de Jundiaí
- FAI - Faculdades Adamantinenses Integradas
- IMESA - Instituto Municipal de Ensino Superior de Assis
- FEA - Fundação Educacional Araçatuba

Estaduais 
Universidades
- USP - Universidade de São Paulo
- Unicamp - Universidade Estadual de Campinas
- Unesp - Universidade Estadual Paulista
- Univesp - Universidade Virtual do Estado de São Paulo

Faculdades
- FAMEMA - Faculdade de Medicina de Marília
- FAMERP - Faculdade de Medicina de São José do Rio Preto
- Fatec - Faculdade de Tecnologia do Estado de São Paulo

Militares
- APMBB - Academia de Polícia Militar do Barro Branco

Federais
Universidades

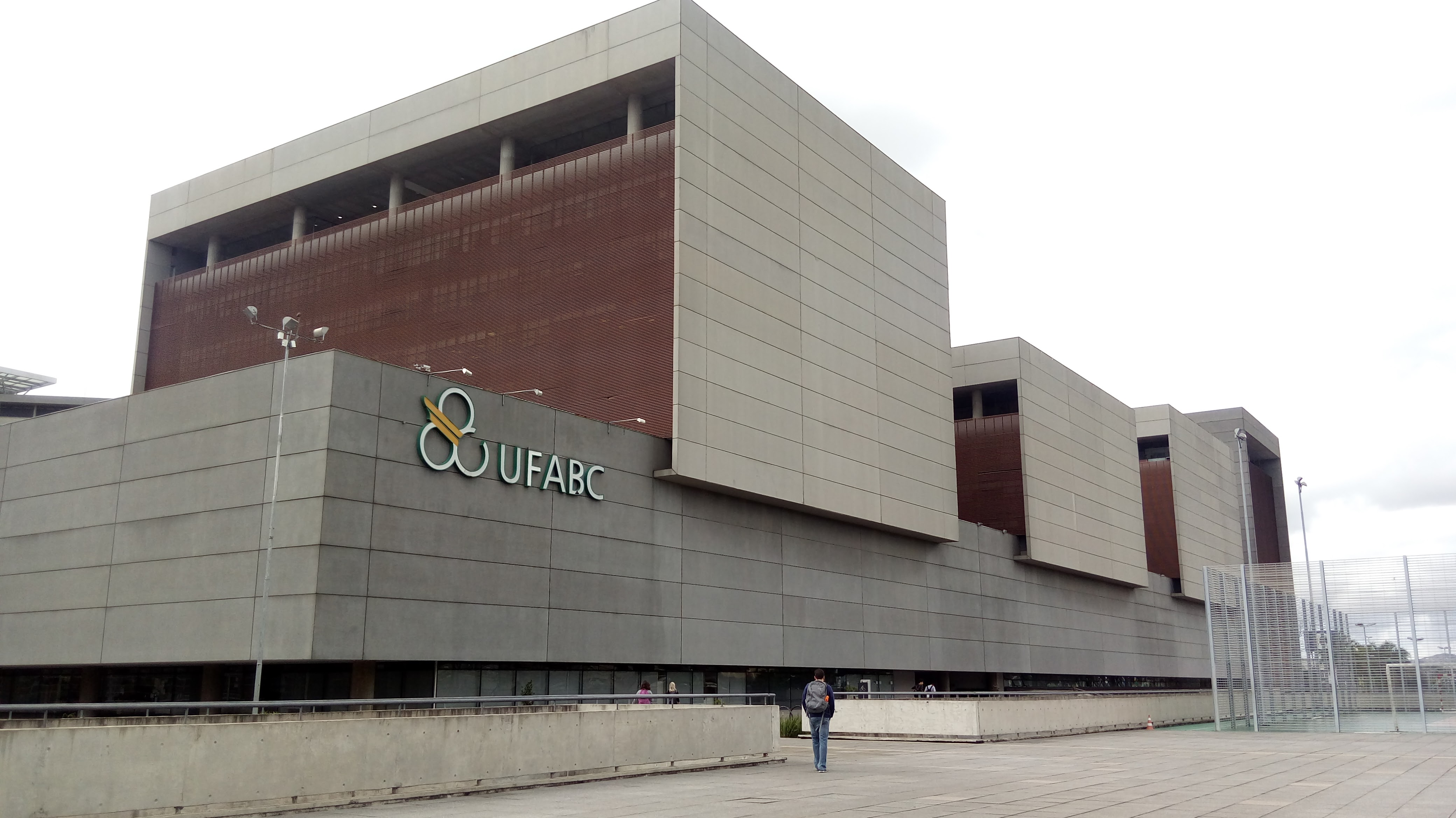
Campus de Santo André da Universidade Federal do ABC - UFABC.

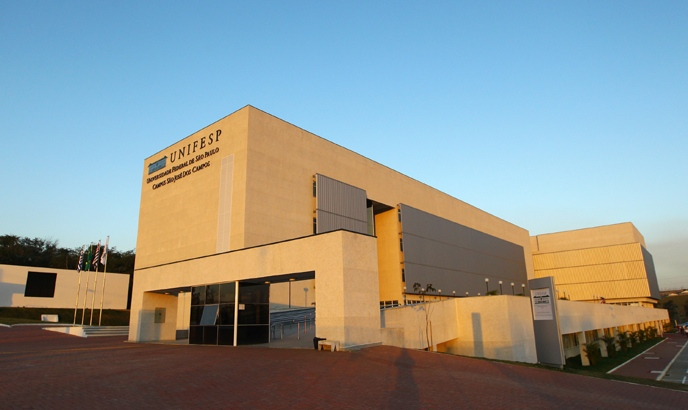
Campus de São José dos Campos da Universidade Federal de São Paulo - Unifesp.

- UFSCar - Universidade Federal de São Carlos
- Unifesp - Universidade Federal de São Paulo
- UFABC - Universidade Federal do ABC

Institutos e Academias
- INPE - Instituto Nacional de Pesquisas Espaciais
- IFSP - Instituto Federal de Educação, Ciência e Tecnologia de São Paulo

Militares  

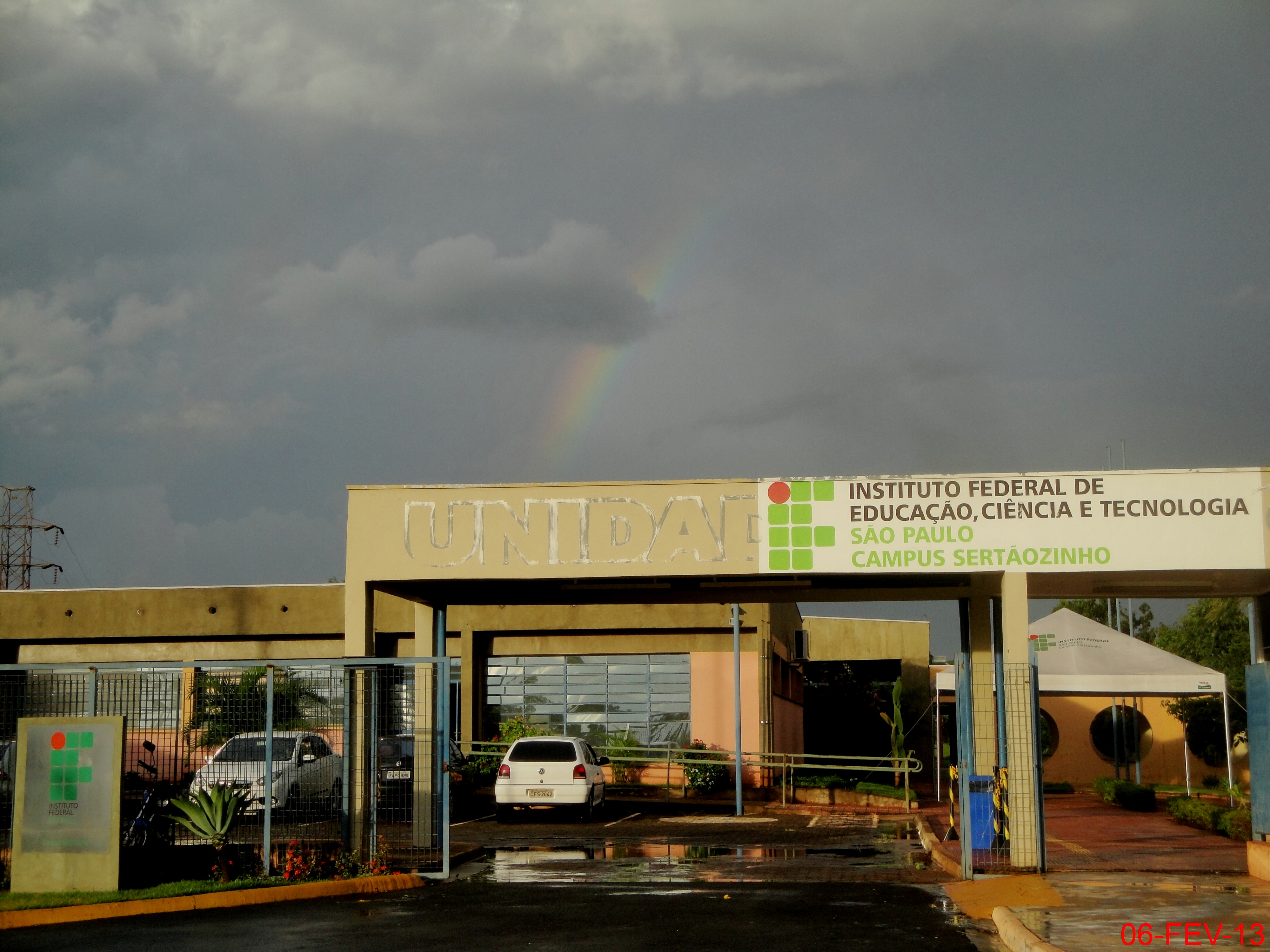
Instituto Federal de Educação, Ciência e Tecnologia de São Paulo (IFSP) Campus Sertãozinho

- ITA - Instituto Tecnológico de Aeronáutica
- AFA - Academia da Força Aérea

Privadas
Comunitárias e/ou Filantrópicas (Sem fins lucrativos)
Universidades

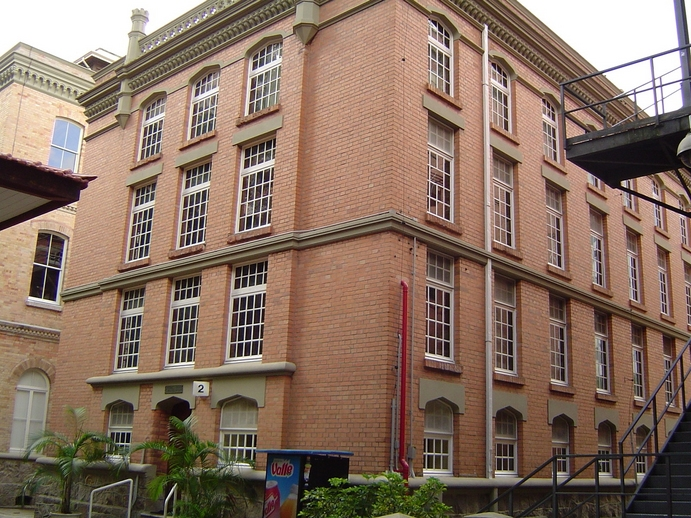
Biblioteca central "George Alexander" da Universidade Presbiteriana Mackenzie.

- PUC-SP - Pontifícia Universidade Católica de São Paulo
- PUC-Campinas - Pontifícia Universidade Católica de Campinas
- UNIARA - Universidade de Araraquara
- UNISA - Universidade de Santo Amaro
- UNISANTOS - Universidade Católica de Santos
- UNIVAP - Universidade do Vale do Paraíba
- UNOESTE - Universidade do Oeste Paulista
- USF - Universidade São Francisco
- UNISANT'ANNA - Universidade Sant'Anna
- UMESP - Universidade Metodista de São Paulo
- UNAERP - Universidade de Ribeirão Preto
- Mackenzie - Universidade Presbiteriana Mackenzie
- Unimep - Universidade Metodista de Piracicaba
- UNICASTELO - Universidade Camilo Castelo Branco
- UNISAGRADO-Universidade do Sagrado Coração

Centros Universitários
- UNISAL - Centro Universitário Salesiano de São Paulo
- UNICID - Universidade Cidade de São Paulo
- CUSC - Centro Universitário São Camilo
- FEBASP - Centro Universitário Belas Artes de São Paulo
- FEI - Centro Universitário FEI
- UNIFEV - Centro Universitário de Votuporanga
- FMU - Centro Universitário das Faculdades Metropolitanas Unidas
- SENAC - Centro Universitário Senac
- UNASP - Centro Universitário Adventista de São Paulo
- UNICEP - Centro Universitário Central Paulista
- UNIFAI - Centro Universitário Assunção
- UNIFEB - Centro Universitário da Fundação Educacional de Barretos
- UNIFEOB - Centro Universitário Octávio Bastos
- UNIFIEO - Centro Universitário FIEO
- UNILAGO - União das Faculdades dos Grandes Lagos
- UNIMONTE - Centro Universitário Monte Serrat
- UNIVEM - Centro Universitário Eurípedes de Marília

Faculdades, Escolas e Institutos
- ACCC - A.C.Camargo Cancer Center
- FCN - Faculdade Canção Nova 
- BSP - Business School São Paulo
- FGV - Fundação Getúlio Vargas
- FECAP - Fundação Escola de Comércio Álvares Penteado
- ESPM - Escola Superior de Propaganda e Marketing
- ESAGS - Escola Superior de Administração e Gestão
- IMT - Instituto Mauá de Tecnologia
- FCL - Faculdade Cásper Líbero
- FAAP - Fundação Armando Álvares Penteado
- FACERES - Faculdade Ceres de Medicina
- Insper - Instituto de Ensino e Pesquisa
- IMT - Instituto Mauá de Tecnologia
- FESPSP - Fundação Escola de Sociologia e Política de São Paulo
- FRB - Faculdades Integradas Rio Branco
- FIO - Faculdades Integradas de Ourinhos
- FIRB - Faculdades Integradas Rio Branco
- FTML - Faculdade de Teologia Metodista Livre
- FAZP - Faculdade Zumbi dos Palmares
- FCMSCSP - Faculdade de Ciências Médicas da Santa Casa de São Paulo
- FDC - Fundação Dom Cabral
- FASM - Faculdade Santa Marcelina

Particulares em sentido estrito (Comerciais)
Centros Universitários/Universidades
- ICESP - Universidade Brasil
- ISES - Centro Universitário Sumaré
- ITE - Centro Universitário de Bauru
- UAM - Universidade Anhembi Morumbi
- UBC - Universidade Braz Cubas
- UMC - Universidade de Mogi das Cruzes
- UNG - Universidade Guarulhos
- UniABC - Universidade do Grande ABC
- UNIBAN - Universidade Bandeirante de São Paulo
- UNICSUL - Universidade Cruzeiro do Sul
- UNIFRAN - Universidade de Franca
- UNIMAR - Universidade de Marília
- UNINOVE - Universidade Nove de Julho
- UNIP - Universidade Paulista
- UNIMES - Universidade Metropolitana de Santos
- UNISANTA - Universidade Santa Cecília
- UNISO - Universidade de Sorocaba
- USJT - Universidade São Judas Tadeu
- UNITOLEDO-Centro Universitário Toledo

Faculdades e Institutos
- FACAMP - Faculdades de Campinas
- FADI - Faculdade de Direito de Sorocaba
- FADISC - Faculdades Integradas de São Carlos
- FAM - Faculdade de Americana
- FIAP - Faculdade de Informática e Administração Paulista
- FADITU - Faculdade de Direito de Itu
- FIRB - Faculdades Integradas Rio Branco
- FIT - Faculdade Impacta Tecnologia
- FOC - Faculdades Oswaldo Cruz
- SLMANDIC - Faculdade de Odontologia e Centro de Pesquisas Odontológicas São Leopoldo Mandic
- ESEG - Escola Superior de Engenharia e Gestão

## Sergipe
Públicas
Federais
- UFS - Universidade Federal de Sergipe
- IFS - Instituto Federal de Sergipe

Privadas
Particulares em Sentido Estrito
- Unit - Universidade Tiradentes
- FPD - Faculdade Pio Décimo [49]
- ESTÁCIO - Faculdade Estácio de Sergipe [50]
- FANESE - Faculdade de Administração e Negócios de Sergipe[51]
- FAMA - Faculdade Amadeus [52]
- FSLF - Faculdade São Luis de França [53]
- UNOPAR - Universidade Norte do Paraná [54]
- FASER - Faculdade Sergipana [55]
- FACAR - Faculdade de Aracaju [56]
- UNIRB - Faculdade Serigy [57]
- FAJAR - Faculdade Jardins [58]
- FA - Faculdade Atlântico [59]
- UniCOC - Sistema COC de Educação
- UNINASSAU - Faculdade Maurício de Nassau[60]

## Tocantins
Públicas
Municipal
- UnirG - Universidade de Gurupi

Estadual
- UNITINS - Universidade Estadual do Tocantins

Federais
- IFTO - Instituto Federal do Tocantins
- UFT - Universidade Federal do Tocantins

Privadas
- UNICATÓLICA - Centro Universitário Católica do Tocantins
- FACDO - Faculdade Católica Dom Orione
- CEULP/ULBRA - Centro Universitário Luterano de Palmas